# 錫爾凱吉車站

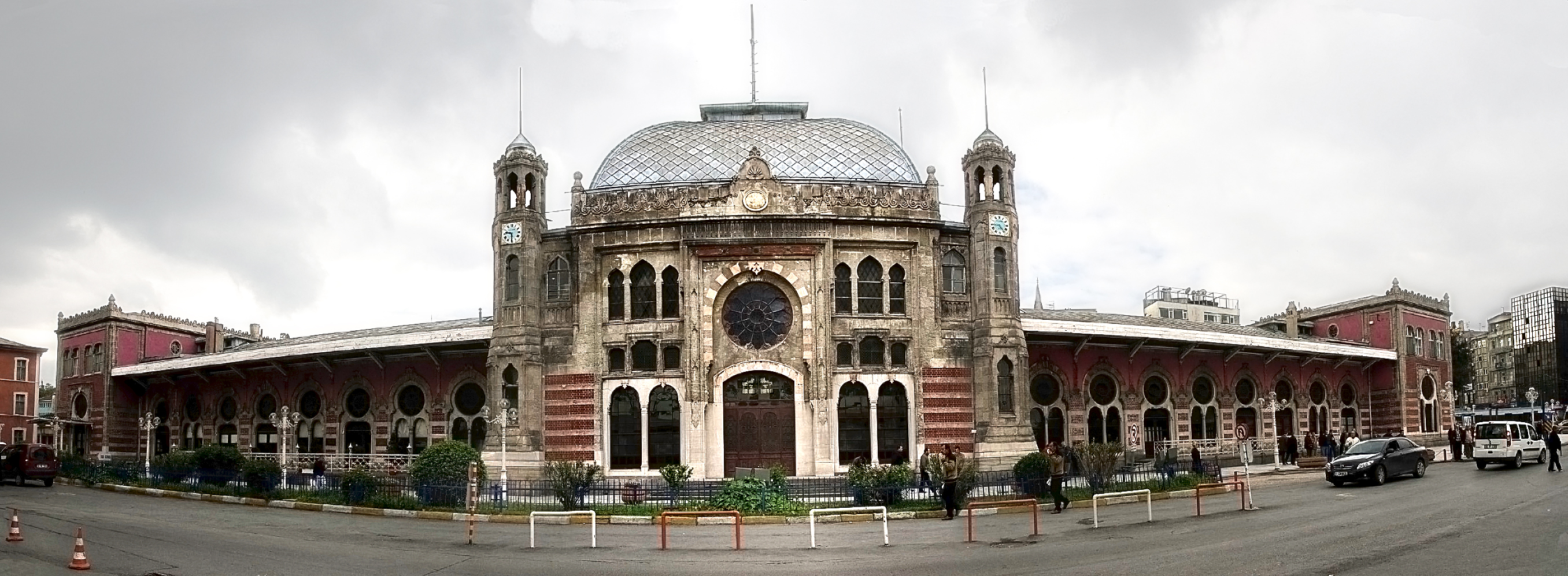
老站正面（2008年）

錫爾凱吉火車站（土耳其語：Sirkeci Garı）是土耳其最大城市伊斯坦堡的兩個主要火車站之一，位於博斯普魯斯海峽以西。1873年臨時車站啟用，目前的新车站于2013年啟用。
车站曾经負責伊斯坦堡住歐洲其他地區的鐵路運輸，是昔日東方快車的東部終點站，有火車渡輪橫跨海峽到達亞洲一方的海達爾帕夏車站。2013年新建的地下车站随穿越博斯普鲁斯海峡的马尔马拉铁路通车而投用，停靠通勤列车（线路编号B1）停靠。往欧洲方向的长途列车改由哈爾卡利到发；而哈爾卡利往东始发的长途、城际及高速列车则不停靠本站，博斯普鲁斯海峡西岸仅停靠巴克科伊車站。
伊斯坦布尔铁路博物馆位于老站内。

## 车站结构
| Z  | ↘ 出入口 （1 - 火车站） | 出入口 售票 ↓（2 - 居尔哈尼） | 出入口 售票 （4 - 社会安全局）↓ | 出入口 ↙ 售票 （3 - 賈奧盧） |
| B1 | 售票 ↘                  | ↓                             | ↓                               | 夹层 ↙                       |
| B2 | ↘ 夹层                  | ↓                             | ↓                               | ↙ 夹层                       |
| B3 | 夹层 ↘                  | ↓                             | ↓                               | ↙ 夹层                       |
| B4 | 1站台                   | 往西耶尼卡普、哈爾卡利方向    | 往西耶尼卡普、哈爾卡利方向      | 往西耶尼卡普、哈爾卡利方向   |
| B4 | 岛式站台                |                               |                                 |                              |
| B4 | 2站台                   | 往东于斯屈达尔、蓋布澤方向    | 往东于斯屈达尔、蓋布澤方向      | 往东于斯屈达尔、蓋布澤方向   |